# Чорна Кішка (персонаж)
Чорна Кішка (англ. Black Cat, справжнє ім'я — Феліція Гарді) — вигаданий персонаж з коміксів американського видавництва Marvel Comics, антигероїня, напарниця Людини-павука. Була створена письменником Марва Вулфманом і художником Кітом Поллард і вперше з'явилася в The Amazing Spider-Man # 194 (липень 1979).

## Нещаслива Феліція
Феліція Гарді – дочка багатого бізнесмена й ученого, яка захопилася Пітером Паркером, що з ним вона разом навчалася в коледжі. Але хлопцеві подобалася Мері Джейн, і Феліції довелося поступитися щасливій суперниці. В особистому житті Гарді на диво не щастило: крім Паркера, вона розлучилася ще з декількома хлопцями, серед яких був і Майкл Морбіус.

## Диво-препарат
Одного разу якась організація викрала батька Феліції й зажадала від нього створити препарат, подібний до знаменитої сироватки Суперсолдата. Дівчина вирішила відшукати його самостійно, але замість цього потрапила в пастку. Тепер викрадачі мали можливість шантажувати вченого. Тому нічого не залишалося, як узятися до роботи. Але коли препарат був готовий, злочинці ввели його в першу чергу Феліції. У результаті вона зазнала мутації і стала Чорною Кішкою – істотою з особливими здібностями й із зовсім непередбачуваним характером!

## І добра, і зла
Чорна Кішка не бажала виконувати всі забаганки своїх мучителів і за першої ж нагоди втекла. Після цього дівчина цілеспрямовано почала переслідувати зло. Свого часу вона допомагала багатьом супергероям, серед яких були Людина-павук, Морбіус, Мисливець на вампірів. Після зіткнення із суперлиходієм Кінгпіном Чорна Кішка виявила, що під час стресу вона починає приносити своїм ворогам глобальні невдачі й провокувати в них нещасні випадки. Щоправда, згодом проблеми виникають навіть у друзів Феліції, якщо ті багато часу проводять поруч із нею.